# الد پرو (آیووا)
الد پرو(به انگلیسی: Old Peru) یا پرو(به انگلیسی: Peru) یک مشهر خالی از سکنه در شهرستان مادیسون، ایالت آیووا در ایالات متحده آمریکا است. ارتفاع از سطح دریای آن. 1,122 feet (342 m). است. با اینکه این منطقه خالی از سکنه است اما یک اداره پست داشت که در ۱۸ آوریل ۱۸۵۳ به وجود آمد و در ۱۴ سپتامبر ۹۰۳ بسته شد. با اینکه این منطقه اداره پستش بسته شده‌است کد پستی آن 50222 وجود دارد.
منبع میوه سیب سرخ این منطقه است.